# Julian Schmid
Julian Schmid (Oberstdorf, 1º settembre 1999) è un combinatista nordico tedesco.

## Biografia
Attivo dal marzo del 2014, Schmid ai Mondiali juniores di Kandersteg/Goms 2018 ha vinto la medaglia d'argento nella gara a squadre; l'anno dopo ha esordito in Coppa del Mondo, il 5 gennaio 2019 a Otepää in un'individuale Gundersen (26º), e ai Mondiali juniores di Lahti 2019 ha conquistato la medaglia d'oro nell'individuale Gundersen H100/5 km e nella gara a squadre e quella d'argento nell'individuale Gundersen H100/10 km.
Il 12 dicembre 2021 ha ottenuto a Otepää in un'individuale Gundersen H97/10 km il primo podio in Coppa del Mondo (3º) e ai successivi XXIV Giochi olimpici invernali di Pechino 2022, sua prima presenza olimpica, ha vinto la medaglia d'argento nella gara a squadre e si è piazzato 8º nel trampolino normale e 10º nel trampolino lungo; il 25 novembre 2022 ha conquistato a Kuusamo la prima vittoria in Coppa del Mondo, in un'individuale Gundersen H142/5 km, e ai successivi Mondiali di Planica 2023, sua prima presenza iridata, ha vinto la medaglia d'argento nel trampolino normale, nella gara a squadre e nella gara a squadre mista ed è stato e 6º nel trampolino lungo. Ai Mondiali di Trondheim 2025 ha vinto la medaglia d'oro nella gara a squadre, quella d'argento nella gara a squadre mista e si è classificato 4º nel trampolino normale e 6º nel trampolino lungo.

## Palmarès

### Olimpiadi
- 1 medaglia:
  - 1 argento (gara a squadre a Pechino 2022)

### Mondiali
- 5 medaglie:
  - 1 oro (gara a squadre a Trondheim 2025)
  - 4 argenti (trampolino normale, gara a squadre, gara a squadre mista a Planica 2023; gara a squadre mista a Trondheim 2025)

### Mondiali juniores
- 4 medaglie:
  - 2 ori (individuale Gundersen H100/5 km, gara a squadre a Lahti 2019)
  - 2 argenti (gara a squadre a Kandersteg/Goms 2018; individuale Gundersen H100/10 km a Lahti 2019)

### Coppa del Mondo
- Miglior piazzamento in classifica generale: 3º nel 2023
- 20 podi (18 individuali, 2 a squadre):
  - 4 vittorie (3 individuali, 1 a squadre)
  - 8 secondi posti (7 individuali, 1 a squadre)
  - 8 terzi posti (individuali)

#### Coppa del Mondo - vittorie
| Data             | Località   | Nazione   | Trampolino         | Spec.                                |
| ---------------- | ---------- | --------- | ------------------ | ------------------------------------ |
| 25 novembre 2022 | Kuusamo    | Finlandia | Rukatunturi HS142  | IN LH/5 km                           |
| 8 gennaio 2023   | Otepää     | Estonia   | Tehvandi HS97      | IN NH/10 km                          |
| 5 febbraio 2023  | Oberstdorf | Germania  | Schattenberg HS106 | IN NH/10 km                          |
| 24 marzo 2023    | Lahti      | Finlandia | Salpausselkä HS130 | T SP LH/2x7,5km (con Vinzenz Geiger) |

Legenda:

IN = individuale Gundersen

SP = sprint

T = gara a squadre

LH = trampolino lungo

NH = trampolino normale